# Miomantis wittei
Miomantis wittei es una especie de mantis de la familia Mantidae.

## Distribución geográfica
Se encuentra en Burundi, Congo y Ruanda.